# L'Article 960 ou la Donation
L'Article 960 ou la Donation est une comédie-vaudeville en un acte d'Eugène Labiche, en collaboration avec Jacques Ancelot et Paul Dandré (soient Labiche, Lefranc et Marc-Michel), créée à Paris, au théâtre du Vaudeville, le 20 août 1839.
Elle a paru aux éditions Marchant.

## Distribution
| Acteurs et actrices ayant créé les rôles |                   |
| Personnage                               | Acteur ou actrice |
| Chaubert, propriétaire, riche            | M. Fontenay       |
| Verdier, son ami                         | M. Bardou         |
| Edmond, cousin de Mme Chaubert           | M. Charles        |
| Laurent, domestique de Chaubert          | Amant             |
| Mme Chaubert,                            | Mme Balthazar     |